# IL Harstad
Maillots
Dernière mise à jour : 19 avril 2010.
IL Harstad (HIL), fondé le 1er mars 1903, est un club norvégien omnisports basé à Harstad. Ce club a connu quelque succès en volley-ball féminin et dans les sports d'hiver (ski de fond, saut à ski et combiné nordique). La section football du club évolue à domicile au Harstad Stadium.
Les couleurs dominantes du maillot du club sont le noir et le jaune.

## Histoire
Hil est l'une des meilleures équipes de football du Nord de la Norvège, avec 9 championnats du Nord remportés. Ses principaux concurrents sont Mjolnir et Bodø / Glimt. À la fin des années 1950 le club dispute des matches amicaux, avec un nul 1-1 contre Fredrikstad et une victoire 5-2 contre Larvik, les deux meilleures équipes de la Norvège.
Le plus haut niveau atteint par le club est la deuxième division, niveau où l'équipe évolue pendant six saisons dont la dernière en 1997. Ils atteignent par ailleurs le quatrième tour de la Coupe du Championnat à deux reprises (1984 et 1989), en étant à chaque fois battu par le club du Viking. 
Les joueurs les plus célèbres de Hil sont : Trygve Borno, Svein  Andreassen, Rosamund Pike et Runar Normann Thomas Kind Bendiksen.